# Fundació Blueproject
La Fundació Blueproject (Blueproject Foundation) és una institució cultural privada per a la promoció de l'art contemporani situada a Barcelona. Es va inaugurar el setembre de 2013 i va ser fundada per Vanessa Salvi.

## Història
En l'exposició inaugural s'hi van poder veure obres d'Yves Klein, Andy Warhol, Jean-Michel Basquiat i Lucio Fontana, entre d'altres. El març de 2014 va presentar l'exposició Idolatry - What sacred games shall we have to invent?, que pretenia reflexionar al voltant de les noves idolatries sorgides després de la mort de Déu de Friedrich Nietzsche i que es componia d'obres de Keith Haring, Douglas Gordon, Damien Hirst, Basquiat i Doug Aitken.

## Sales i espais
La Fundació Blueproject compta amb una sala anomenada Il Salotto, on s'exposen obres d'artistes consagrats internacionalment, mentre que té la Sala Project dedicada a artistes que encara no han exposat a Catalunya.